# Syntormon inmaculatus
Syntormon inmaculatus är en tvåvingeart som beskrevs av Santos Abreu 1929. Syntormon inmaculatus ingår i släktet Syntormon och familjen styltflugor.
Artens utbredningsområde är Spanien. Inga underarter finns listade i Catalogue of Life.